# Bolíviai csiröge
A bolíviai csiröge (Oreopsar bolivianus) a madarak osztályának verébalakúak (Passeriformes) rendjébe, azon belül a csirögefélék (Icteridae) családjába tartozó Oreopsar nem egyetlen faja.

## Rendszerezése
A fajt William Lutley Sclater brit ornitológus írta le 1939-ben. Egyes szervezetek az Agelaioides nembe sorolják Agelaioides oreopsar  (P. E. Lowther, 2001) néven.

## Előfordulása
Dél-Amerikában, Bolívia területén honos. A természetes élőhelye szubtrópusi és trópusi száraz cserjések, valamint köves területek. Állandó, nem vonuló faj.

## Megjelenése
Testhossza 23 centiméter.

## Életmódja
Ízeltlábúakkal táplálkozik, de fogyaszt magvakat és gyümölcsöket is.